# Ljubow Igorewna Nikitina
Ljubow Igorewna Nikitina (russisch Любовь Игоревна Никитина; * 21. Januar 1999 in Jaroslawl) ist eine russische Freestyle-Skierin. Sie startet in der Disziplin Aerials (Springen). Ihr Bruder Stanislaw Nikitin betreibt dieselbe Sportart.

## Werdegang
Nikitina startete erstmals im Dezember 2013 in Ruka im Europacup. Im März 2014 gewann sie in Airolo erstmals ein Europacupspringen und erreichte den dritten Platz in der Aerials-Disziplinenwertung. Bei den Juniorenweltmeisterschaften 2014 in Chiesa in Valmalenco gewann sie die Bronzemedaille. Am 20. Dezember 2014 debütierte sie in Peking im Weltcup und belegte dabei den 16. und den 10. Platz. Bei den Weltmeisterschaften 2015 am Kreischberg wurde sie Siebte. Im März 2015 startete sie erneut im Europacup und kam dabei zweimal auf den zweiten und zweimal auf den ersten Platz. Die Saison beendete sie auf dem 16. Platz im Aerials-Weltcup und auf dem ersten Platz der Aerials-Europacupwertung.
Bei den Juniorenweltmeisterschaften 2016 in Minsk holte Nikitina die Bronzemedaille. Nachdem sie zu Beginn der Saison 2016/17 den zweiten Platz im Europacup in Ruka belegt hatte, kam sie am 17. Dezember 2016 mit dem dritten Platz in Beida Lake erstmals im Weltcup aufs Podest. Es folgten im Weltcup drei Top-10-Platzierungen und zum Saisonende der fünfte Platz im Aerials-Weltcup. Im März holte sie zwei Siege im Europacup in Chiesa in Valmalenco und errang bei den Weltmeisterschaften 2017 in der Sierra Nevada den zwölften Platz. Anfang April 2017 gewann sie bei den Juniorenweltmeisterschaften in Chiesa in Valmalenco die Goldmedaille.
Nikitina nahm an den Olympischen Winterspielen 2018 in Pyeongchang teil, wo sie den siebten Platz belegte. Bei den Juniorenweltmeisterschaften 2018 in Minsk holte sie die Goldmedaille. Im folgenden Jahr gewann sie bei den Weltmeisterschaften in Park City Silber im Einzel- und Bronze im erstmals ausgetragenen Teamwettbewerb und bei der Winter-Universiade 2019 in Krasnojarsk Silber.

## Erfolge

### Olympische Spiele
- Pyeongchang 2018: 7. Aerials
- Peking 2022: 5. Aerials (Mixed)

### Weltmeisterschaften
- Kreischberg 2015: 7. Aerials
- Sierra Nevada 2017: 12. Aerials
- Park City 2019: 2. Aerials Einzel, 3. Aerials Team

### Weltcup
Nikitina errang im Weltcup bisher einen Podestplatz.
Weltcupwertungen:
| Saison  | Gesamt | Gesamt | Aerials | Aerials |
| Saison  | Platz  | Punkte | Platz   | Punkte  |
| ------- | ------ | ------ | ------- | ------- |
| 2014/15 | 59.    | 17,86  | 16.     | 125     |
| 2015/16 | 82.    | 13,17  | 18.     | 79      |
| 2016/17 | 26.    | 34,29  | 5.      | 240     |
| 2017/18 | 73.    | 19,67  | 16.     | 118     |
| 2018/19 | 68.    | 17,20  | 13.     | 86      |
| 2019/20 | 57.    | 23,43  | 14.     | 164     |

### Europacup
- Saison 2013/14: 3. Aerials-Disziplinenwertung
- Saison 2014/15: 1. Aerials-Disziplinenwertung
- 11 Podestplätze, davon 6 Siege

### Juniorenweltmeisterschaften
- Chiesa in Valmalenco 2014: 3. Aerials
- Chiesa in Valmalenco 2015: 5. Aerials
- Minsk 2016: 3. Aerials
- Chiesa in Valmalenco 2017: 1. Aerials
- Minsk 2018: 1. Aerials

### Weitere Erfolge
- 5 russische Meistertitel (2015, 2016, 2017, 2018, 2019)
- Winter-Universiade 2019: 2. Aerials